# Tschehel-Dochtaran-Mausoleum
Das Tschehel-Dochtaran-Mausoleum ist ein historisches Mausoleum in der iranischen Stadt Kaschan. Das Mausoleum befindet sich westlich von Imamzade Soltan Mir Ahmad. Das Mausoleum stammt aus der Ilchaneära und seine hohe schlichte schmucklose Kuppel ist das Kennzeichen der Architektur der Ilchanezeit.

## Etymologie
Tschehel Dochtaran bedeutet auf Persisch: vierzig Mädchen. Die Herkunft dieses Namens ist unklar. Die Ziffer vierzig wird in der iranischen Kultur zur Übertreibung benutzt. Die einigen Bewohner der Gegend glauben, dass das Gebäude eine Moschee oder eine Schule für Frauen war und wie Tschehel-Dochtaran-Minarett 1112 gebaut wurde.